# 배금주의
배금주의(拜金主義, 영어: money worship) 또는 황금만능주의(黃金萬能主義) 혹은 물질만능주의(物質萬能主義)는 모든 관계를 돈과 연관시켜 생각하려는 행위이며, 또는 삶에 있어 최상의 가치를 돈이라고 믿는 행위이다. 오늘날 자본주의 사회에서는 생존의 필수 수단이 돈을 버는 것이기 때문에 배금주의에 빠지기 쉽다. 적게는 이러한 현상이 심화되어 '돈'을 숭배하고 그 외의 가치를 천대하는 경향도 있는데 이도 역시 극단적 배금주의의 한 예이며, 이러한 배금주의가 만연한 사회를 천민 자본주의 사회라고 일컫는다.

## 개요
애덤 스미스의 《도덕감정론》에서 자본주의 사회에서 나타날 인간의 물질만능주의에 대해 짤막하게 서술했다면, 자본주의 사회에서 나타나는 이러한 배금주의 현상이 나타나는 과정을 논리적으로 설명한 최초의 경제학자는 카를 마르크스이다. 그의 저서《자본론》에서 고대 원시인의 '물신숭배사상'을 근대 자본주의 사회상에 대입해 이를 '자본주의적 물신숭배'라고 정의했다. 그는 자본주의 생산 양식과 자본주의 산업화 풍토에서 나타나는 생산 재화와 상품의 만능화, 신격화를 경고했다. 이러한 배금주의로 인해 나타나는 인간 소외는 후에 신마르크스주의에서 더 정확하게 논리적으로 비판받았으며, 여러 학자들도 배금주의로 인해 나타난 수많은 사회 문제들에 대해 언급하고 비판하고 분석했다.

### 문제점

#### 극단적 이기주의화
배금주의에 대한 객관적 사회 문제로써는 사회 전반에 걸쳐 극단적 개인주의와 이기주의가 팽배해진다는 것이며, 이러한 악재가 이어져 갖가지 사회문제를 낳는다는 것이 이들의 공통된 입장이다. 이 외 다른 현상으로는 비인간적이고 폐쇄적인 상업주의가 팽배해지며, 자유연상적 인간 관계가 불가능하여 모든 인간 관계가 돈에 얽매인 관계가 돼버린다. 또한 자연 파괴가 당연시되고 인간의 존엄성, 도덕성, 윤리 의식을 파괴한다는 점이 있으며, 극단적 개인주의는 곧 이기주의를 낳고 부유층의 과소비가 만연하여 경제적 하층 계층들의 삶이 힘들어진다는 것이다. 그리고 이러한 문제는 중복적으로 발생한다.

#### 유전무죄 무전유죄
결국 돈을 숭배하는 현상이 심해지면 부유층들은 경제적 부분을 제외한 모든 부분에서도 강자가 될 수 있고, 그에 반대되는 서민층들은 약자가 돼버린다는 것이다. 게다가, 이러한 차별은 서민층에 대한 배금주의 자각으로 이어지지 않고 오히려 그에 대한 복수심이 키워져 서민층도 부유층과 다를 바 없이 배금주의를 받아들인다는 큰 문제점으로 또 다시 나타난다. 따라서 다수를 차지하는 하위 계층은 수단과 방법을 가리지 않고 재산을 축적하는 데 집착하고, 사회는 더욱더 악화된다.

#### 부정부패의 고착화
배금주의가 끝을 달릴 때 즈음 천민자본주의의 전형적인 사회관이 형성되어 이렇게 된다면 사회 정의나 윤리의식 인간의 도덕성은 더 이상 필요가 없고, 이런 것들을 포함한 여러 가지 준법 의식들은 형식적인 가치에 불과하게 된다. 천민자본주의는 막스 베버가 정립한 용어인데, 배금주의를 포함한 이에 대한 연속적 악재인 학벌주의, 스펙주의, 인간 상품화, 문화 후퇴가 이루어지며, 정경유착이 심해져 부정부패가 만연해진 거의 폐단에 접어든 자정작용이 불가능에 가까운 자본주의 사회를 의미한다. 이러한 사회는 겉으로 윤곽이 드러나면서 화려해 보일 수 있고, 진보된 첨단 사회 같아 보이지만, 내부적으로는 엄청난 사회 부패, 불의가 자행되고있다.

### 대한민국의 배금주의
대한민국의 배금주의는 사회의 중요한 문제점이 되고있고, 여타 다른 OECD 가입 국가에 비해 심한 편이다. 이러한 원인은 주로 급속한 자본주의 발달로 인해 생긴 문화지체 때문이라고 학자들은 분석한다. 대한민국의 빈부격차는 날로 심해지며, 능력에 따라 결혼의 유무가 갈리기도 하거나, 경제적 여건의 한계를 느껴 경제적으로 빈곤한 대다수 서민층의 결혼율이 낮아져, 이것은 출산율 저하로 나타나 심각한 문제로 대두된다. 게다가 이러한 현상은 청소년에게도 옮겨져 10억을 준다면 감옥에 들어가도 좋다는 고등학생의 의견이 우세한 여론 조사도 나오기까지 했다. 이러한 여러 가지 배금주의 현상이 겹쳐지면서 셀 수 없는 악재들이 나타나며, 이러한 추세로 보았을 때 대한민국 역시 전형적인 천민 자본주의 현상이 나타나고 있는 실정이다.

## 같이 보기
- 매먼(맘몬)
- 천민 자본주의 & 신자유주의
- 세월호 침몰 사고